# Śmięć
Śmięć (do 1945 niem. Schminz) – obecnie uroczysko, nieistniejąca obecnie wieś położona w Polsce, w województwie zachodniopomorskim, w powiecie goleniowskim, w gminie Stepnica.
Położona na północ od Czarnocina wieś została założona w XVIII wieku przez sprowadzonych z Holandii osadników. Na osuszonych w wyniku prac melioracyjnych terenach pozyskiwano torf i prowadzono uprawę roli oraz wypas bydła. Według mapy z 1900 roku znajdował się tutaj przytułek dla obłąkanych. Po II wojnie światowej wieś została opuszczona, a zabudowania rozebrano. Zachowały się fundamenty i piwnice kilku domów.
Polską nazwę Śmięć ustalono urzędowo rozporządzeniem Ministrów Administracji Publicznej i Ziem Odzyskanych z dnia 1 lipca 1947 roku.
W zestawieniu obiektów fizjograficznych PRNG występuje jako łąka pod nazwą Śmieć.
Po 1945 roku tereny po dawnej wsi użytkował PGR, obecnie znajdują się tu użytki ekologiczne finansowane z programu Natura 2000, na których wypasane są dzikie krowy i konie.